# Dreamer (AiRIの曲)
「Dreamer」（ドリーマー）は、AiRIの5枚目のシングル。2012年8月1日にLantisから発売された。

## 概要
前作「君と僕はそこにいた」から約4ヶ月半ぶりとなる2012年2作目のシングル。表題曲は、テレビアニメ『TARI TARI』のオープニングテーマとして使用された。自身のシングル表題曲がテレビアニメの主題歌に起用されるのは1枚目のシングル「learn together」から5作連続。ジャケットは川面恒介によるイラストで、アニメのメインキャラクターである坂井和奏、宮本来夏、沖田紗羽がプリントされている。
本作の発売を記念して2012年8月4日に渋谷RUIDO K2でミニライブが行われた。

## チャート成績
2012年8月13日付のオリコン週間シングルチャートで21位を獲得。初動売上は0.4万枚を記録し、前作から約0.4万枚増加した。デイリーチャートでは8月3日付で最高位の15位を獲得した。
2012年8月13日付のBillboard JAPAN Hot Singles Salesで21位、Billboard JAPAN Hot Animationで11位を獲得した。また、2012年8月11日放送分のCOUNT DOWN TV内のThis Week's TOP 100では44位を獲得した。

## 収録曲
全作詞：AiRI、全編曲：宮崎京一
1. Dreamer [3:40]
作曲：宮崎京一
2. ウツクシセカイ [3:33]
作曲：渡辺翔
  - 作詞を行う際に「頬を赤らめながら書いた」と語っている[7]。また、自身の既存曲には無いかわいい歌であるという[8]。
3. Dreamer (Instrumental)
4. ウツクシセカイ (Instrumental)